# Голомб (Любартівський повіт)
Голомб (пол. Gołąb) — село в Польщі, у гміні Міхів Любартівського повіту Люблінського воєводства.
Населення — 299 осіб (2011).
У 1975-1998 роках село належало до Люблінського воєводства.

## Демографія
Демографічна структура станом на 31 березня 2011 року:
|          | Загалом | Допрацездатний вік | Працездатний вік | Постпрацездатний вік |
| -------- | ------- | ------------------ | ---------------- | -------------------- |
| Чоловіки | 153     | 33                 | 93               | 27                   |
| Жінки    | 146     | 30                 | 77               | 39                   |
| Разом    | 299     | 63                 | 170              | 66                   |